# Hospitalkirche (Grünberg)

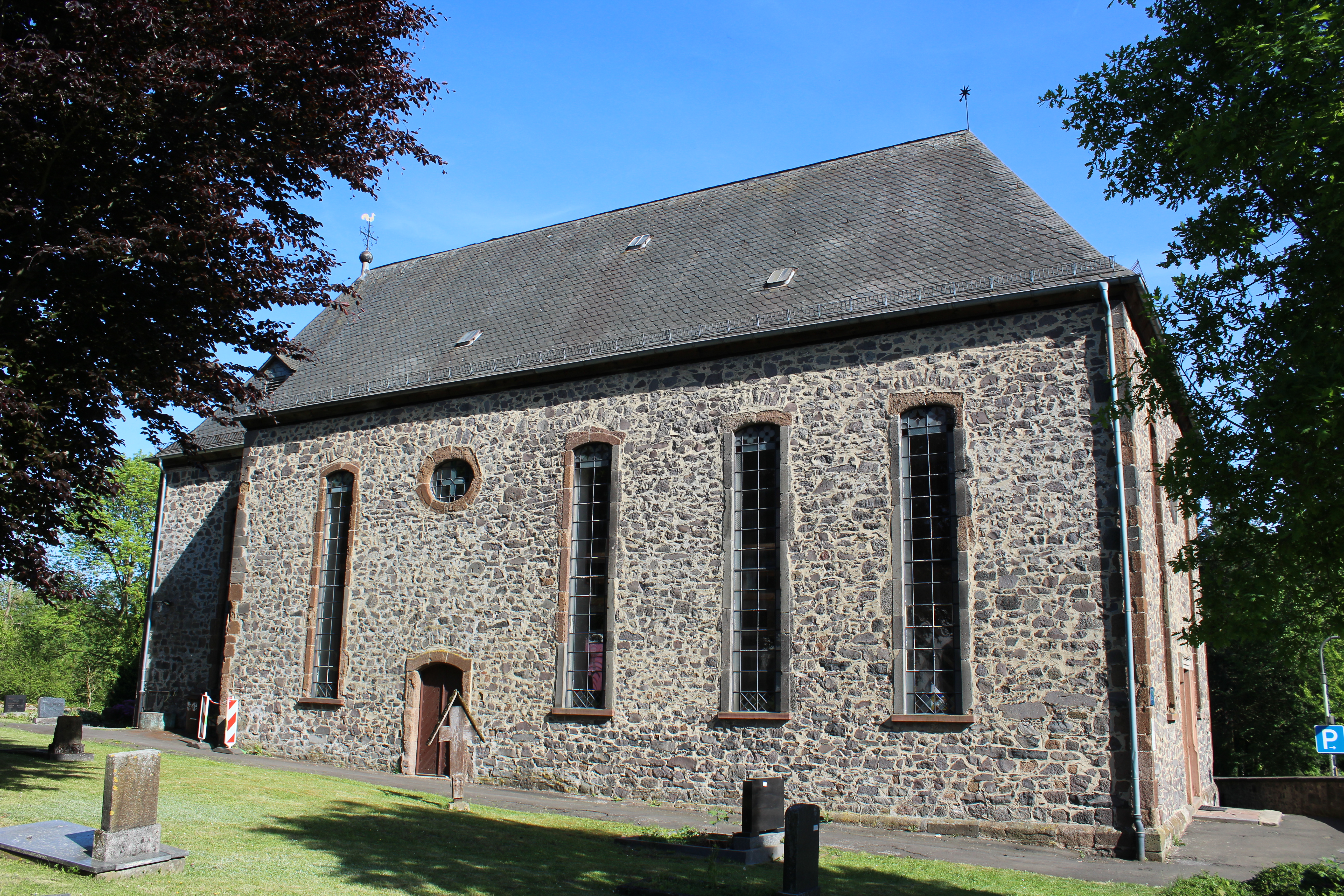
Nordseite der Hospitalkirche

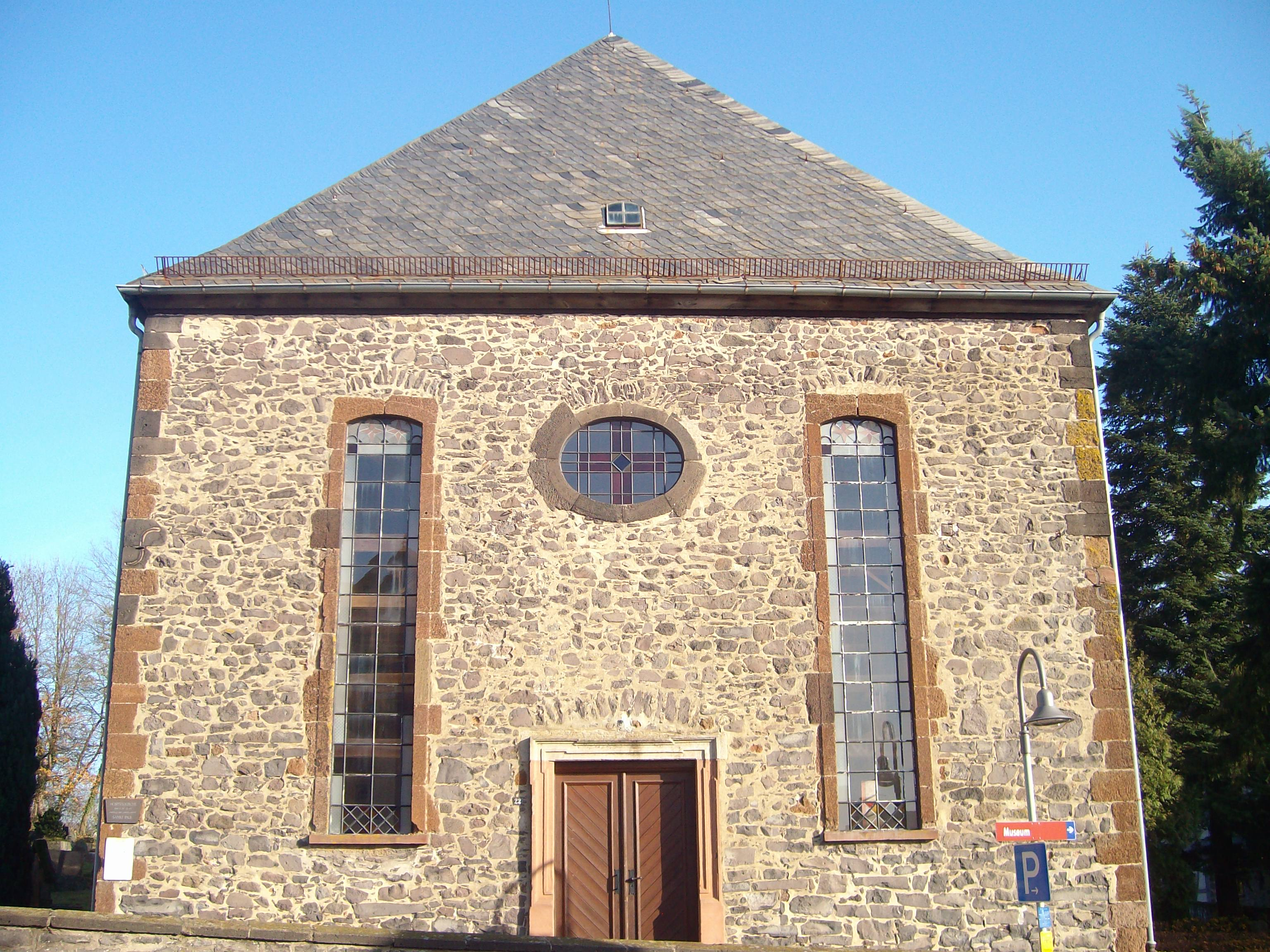
Westseite

Die Hospitalkirche in Grünberg, einer Stadt im Landkreis Gießen in Mittelhessen, ist eine in den Jahren 1723 bis 1740 gebaute barocke Saalkirche ohne Turm, die einzelne Elemente des Klassizismus aufweist. Der Rechteckchor war ursprünglich als Turm vorgesehen. Die Kirche ist hessisches Kulturdenkmal.

## Geschichte

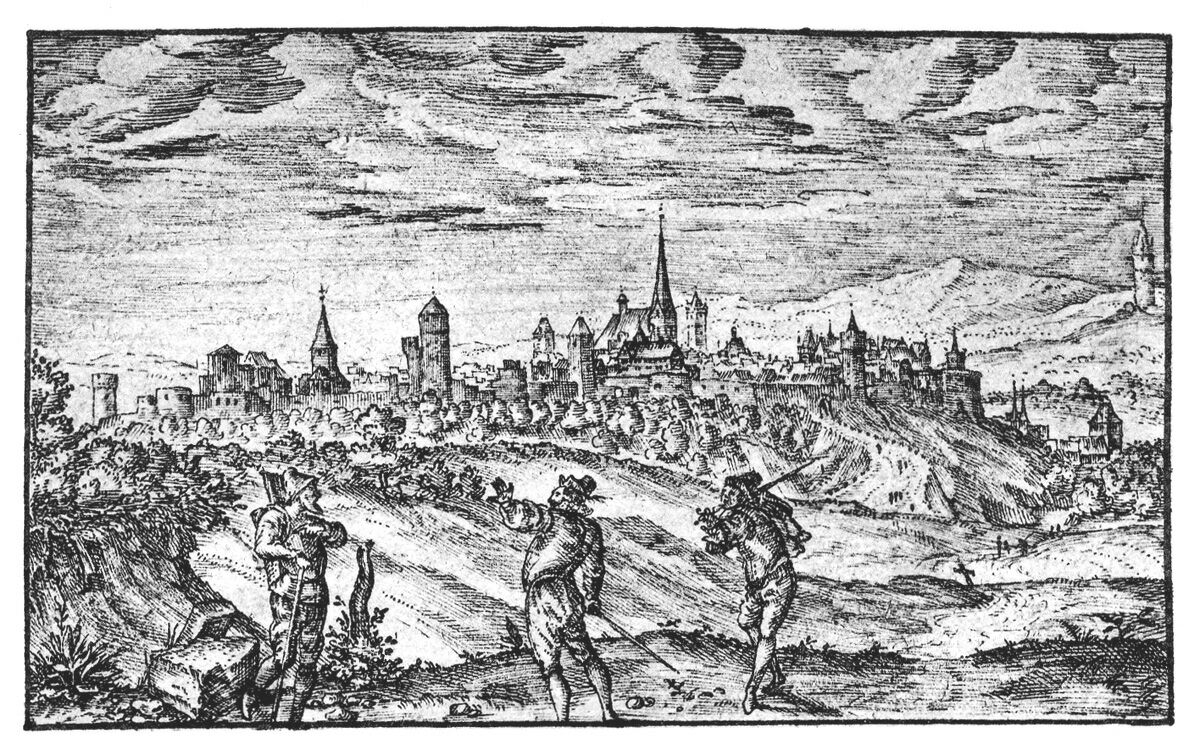
Links die alte Kirche St. Paul mit Turm (Wilhelm Dilich, 1591)

Nachdem das ummauerte Stadtgebiet um 1270 vollständig bebaut war, erschloss die Stadt vor 1261 bis 1290 südlich der Altstadt ein Neubaugebiet, das im ersten Viertel des 14. Jahrhunderts eine schützende Mauer erhielt. Für die mittelalterliche Neustadt wurde eine eigene Kirche mit einer eigenen Pfarrei und einem Friedhof errichtet, der für das Jahr 1304 erstmals bezeugt ist und die Existenz der Kirche voraussetzt. Sie unterstand dem Patrozinium des heiligen Paulus, wie 1490 überliefert wird, und wurde entsprechend St. Paulus oder Neustädter Kirche genannt. Im Jahr 1357 wurde ein weiterer Altar der heiligen Katharina gestiftet. Die Kirche war kleiner als der barocke Nachfolgebau, besaß aber einen Turm. Auf Anweisung des Landgrafen wurden 1324 beide Grünberger Stadtteile und beide Pfarreien vereint.
In der Neustadt siedelte sich zu einem unbekannten Zeitpunkt eine Schwesternschaft von Klausnerinnen an, die 1377 erstmals erwähnt wurde. Aus dieser Bewegung entstand in unmittelbarer Nähe von St. Paul das Kloster der Augustinerinnen, das mit der Kirche durch einen überdachten Gang verbunden war, der vom Obergeschoss des Klostergebäudes zum Emporeneingang der Kirche führte. Die Nonnen hatten hier eine eigene Empore. Nach Schließung des Klosters im Jahr 1537 nutzte die Stadt ab 1541 die Gebäude als Hospital. „Arme, gebrechliche, alte, lahme, trostlose Personen sollten darin Aufnahme finden.“ Aus der Pfarrkirche wurde die „Hospitalkirche“, in der Gottesdienste für die Menschen aus dem Hospital und Leichenpredigten abgehalten wurden. Durch das Hospitalvermögen wurde der Großteil des Armenfonts, aber auch der Unterhalt des Hospitals und der Kirche bestritten. Das Vermögen setzte sich zusammen aus den Klostergütern der ehemaligen Schwesternschaft, aus Stiftungen und Eintrittsgeldern. Nachdem das Hospital im Jahr 1579 mit 40 Personen überfüllt war, wurde 1601 die Zahl auf 35 Grünberger beschränkt. Von den Anfängen bis zum Jahr 1816 wurde das Hospital vom Grünberger Pfarrer und dem Rat der Stadt verwaltet, von 1816 bis 1952 von einer Armenkommission und danach von der Stadt.
Kirchlich gehörte Grünberg im 15. Jahrhundert zum Archidiakonat St. Johann in der Erzdiözese Mainz. Mit Einführung der Reformation im Jahr 1526 wechselte die Kirchengemeinde zum evangelischen Bekenntnis. Als erster evangelischer Pfarrer wirkte hier Johannes Mengel (1527–1531, 1535–1565). Im Gegensatz zu den Barfüßern, die nach der Reformation Grünberg verließen, und dem Antoniterkloster, das aufgehoben wurde, blieben die Augustinerinnen in der Stadt.

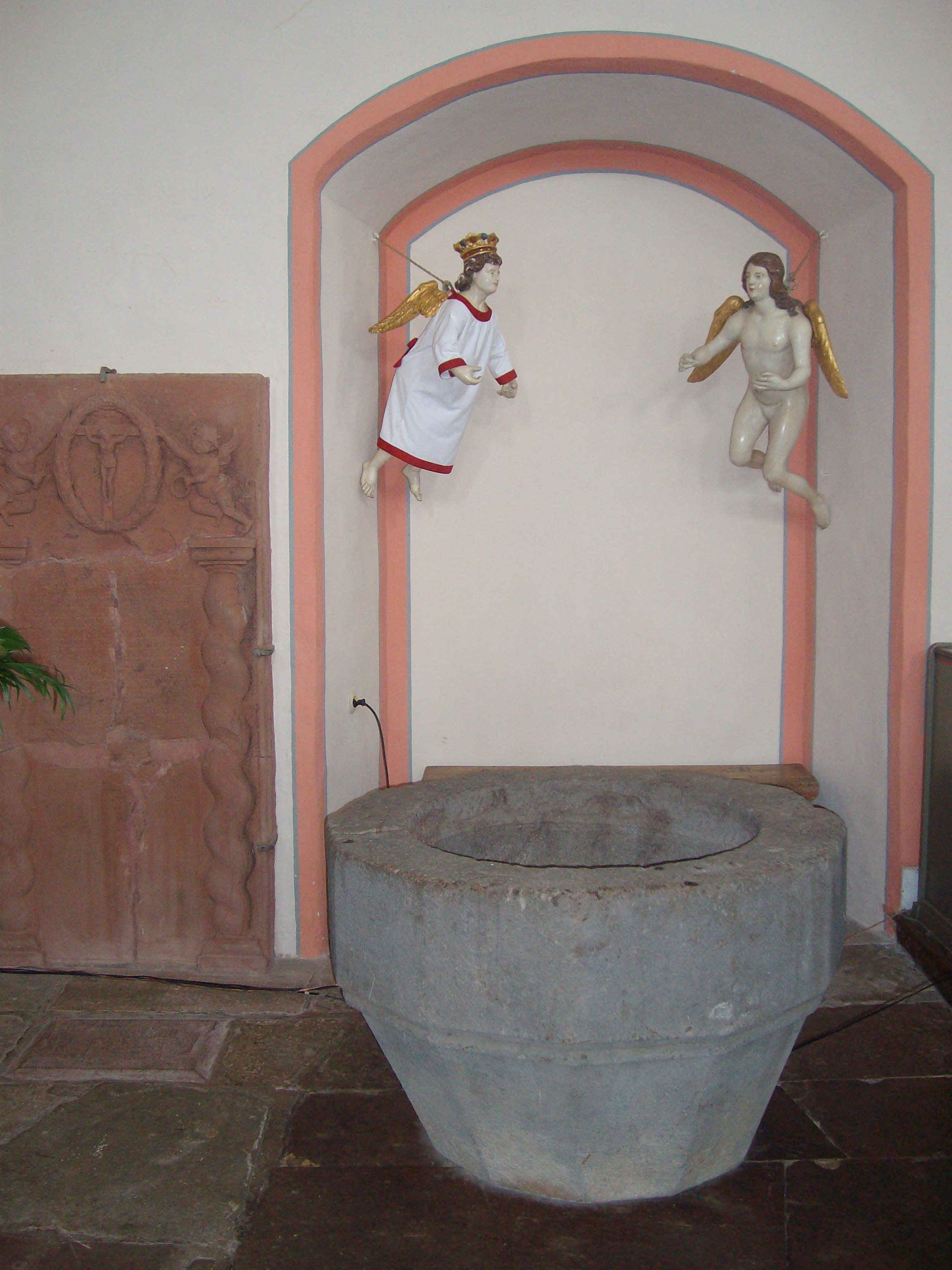
Gotisches Taufbecken mit den beiden Taufengeln

Nach 1711 wurde ein Beinhaus angebaut. Als Pfarrer Heinrich Christoph Leusler im Jahr 1717 das Taufbecken und die beiden unbekleideten Taufengel in der Stadtkirche aufstellen ließ, sorgten die „papistischen Stücke“ für einen Streit, den schließlich der Landgraf schlichten musste. Taufe und Engel gelangten wieder zurück in die Hospitalkirche. 1719 kam ein Plan zur tiefgreifenden Reparatur kam nicht zur Durchführung, da das Gebäude zu baufällig war. Nach Abriss der alten Kirche im Jahr 1723 erfolgte am 19. Juli 1723 die Grundsteinlegung für den Neubau. Aufgrund der finanziellen Lage und der schlechten Arbeit des Maurers Linkmann verzögerte sich der Bau bis 1733 und wurde von der Fertigstellung des Turms abgesehen. Eine Kollekte im gesamten Fürstentum ergab nur 250 Gulden und die Stadt sah sich nicht in der Beitragspflicht. Erst im Jahr 1740 wurde das Gebäude fertiggestellt. Vom Turm wurde lediglich der Unterbau aufgeführt, der mit einem Dach für die Glockenstube versehen wurde.
Das Hospital bestand bis ins 19. Jahrhundert hinein und wurde am Ende als Altenheim genutzt. Während des Neubaus der Stadtkirche fanden von 1812 bis 1853 die Gottesdienste in der Hospitalkirche statt. Im Jahr 1903 wurde die Hospitalkirche renoviert. Nach dem Zweiten Weltkrieg folgte eine Erneuerung von Dach und Decke.
Die Stadt Grünberg übernahm 1990 die Baulast für die denkmalgeschützte Hospitalkirche. Im „Neuen Hospital“, einem angrenzenden, erhaltenen Fachwerkbau der Klosteranlage, eröffnete 2007 das Museum im Spital. Sanierungsarbeiten an der Hospitalkirche kosteten die Stadt im selben Jahr € 30.000. 2013 wurden am Kirchengestühl Holzwurmbefall festgestellt und Mittel zur Bekämpfung bereitgestellt. Die Kirche wird noch von der Kirchengemeinde Grünberg genutzt, die zum Dekanat Gießener Land in der Propstei Oberhessen der Evangelischen Kirche in Hessen und Nassau gehört.

## Architektur

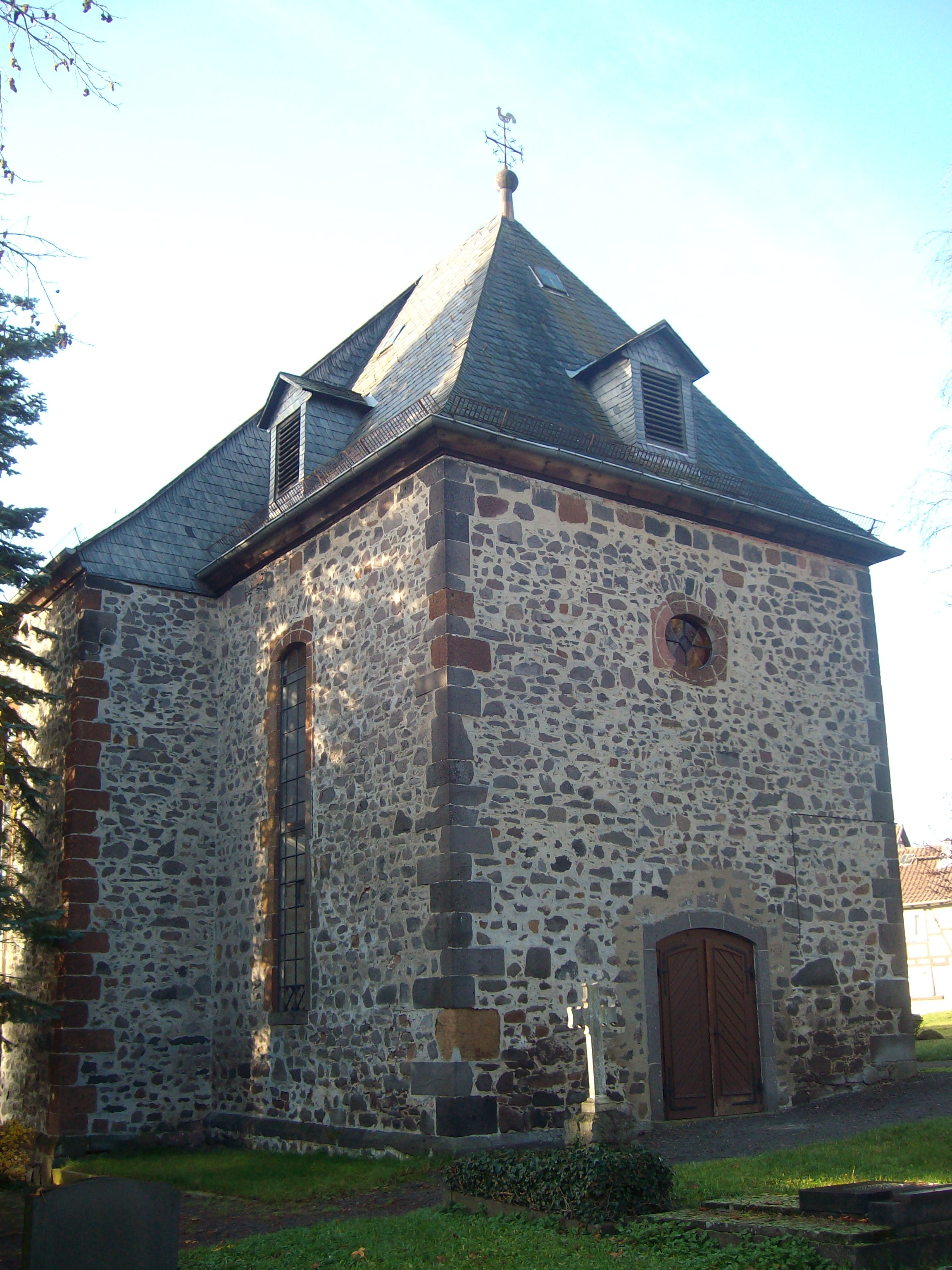
Eingezogener Ostchor

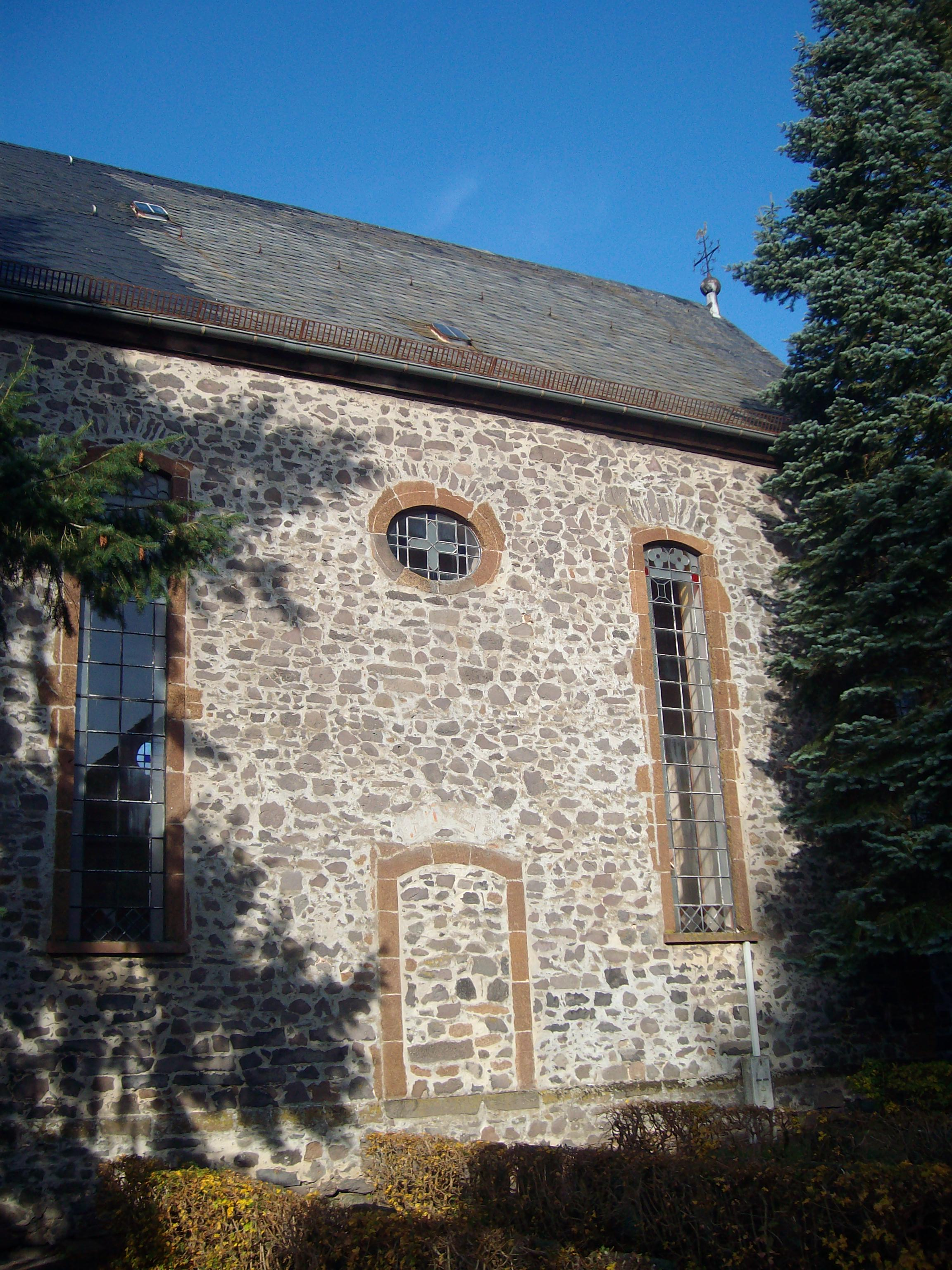
Südseite mit vermauertem Portal

Die Hospitalkirche ist aus unverputztem Bruchsteinmauerwerk mit Eckquaderung aus Werkstein auf rechteckigem Grundriss über einem Sockel mit Schräge am südöstlichen Rand der Neustadt errichtet. Ein Walmdach ohne Dachreiter bildet den Abschluss. Die Saalkirche wird durch hohe schmale Fenster belichtet, die bereits den aufkommenden Klassizismus vorwegnehmen. Je vier Fenster sind an den Langseiten, zwei an der Westseite und im Chor ein Fenster an der Süd- und eins an der Nordseite eingelassen. Sie haben alle Segmentbogen und eine gusseiserne Sprossengliederung aus der zweiten Hälfte des 19. Jahrhunderts. Eine Scheibe in einem Südfenster trägt folgende Inschrift: „1747 Las uns die Gieldene Stunden kauffen / dieweil des Lebens Uhrwerck geht / eh die Gewechte schnell ablaufen / dan der gezieckte Zeiger steht.“ Eine zweite Scheibe zeigt Petrus mit Schlüssel am Felsen. Portale mit Segmentbogen an allen vier Seiten erschließen das Gebäude. Nur der Westeingang, der einen geraden Sturz hat, wird genutzt. Das Südportal ist vermauert. Über den Portalen ist je ein ovales Fenster im Stil des Barock eingelassen.
Im Osten schließt sich der eingezogene Rechteckchor an, der ursprünglich als Ostturm vorgesehen war und dieselbe Höhe wie das Schiff erreicht. Sein Dachstuhl dient als Glockenstuhl, in dem drei Schalllöcher angebracht sind. Von den beiden Glocken stammt die ältere aus dem 14. Jahrhundert und wurde aus dem Vorgängerbau übernommen. Sie misst 0,845 Meter im Durchmesser und trägt die Inschrift in Spiegelschrift: „O REX GLORIE VE[N]I CV[M] PACE“.

## Ausstattung

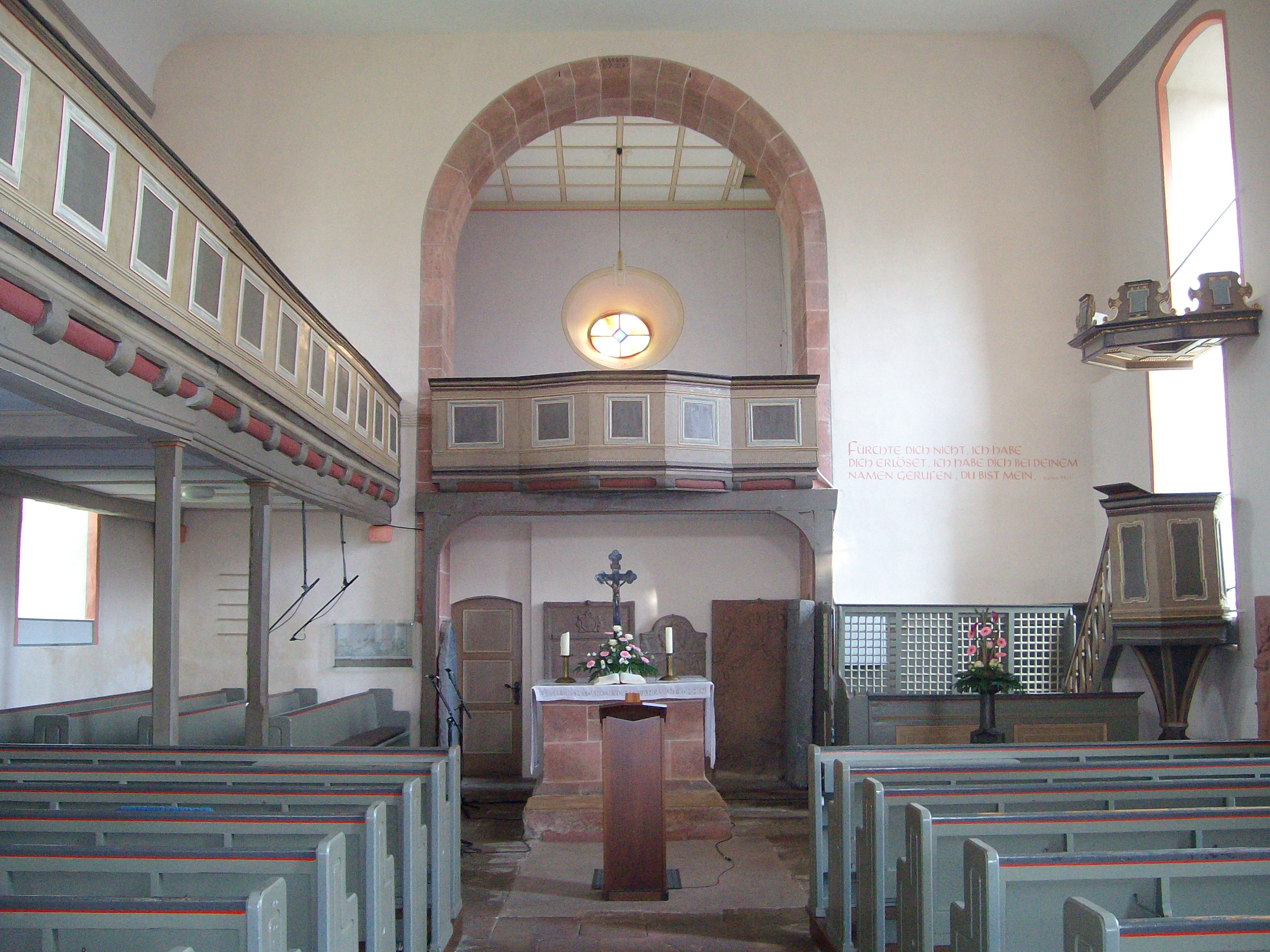
Innenraum mit Blick nach Westen

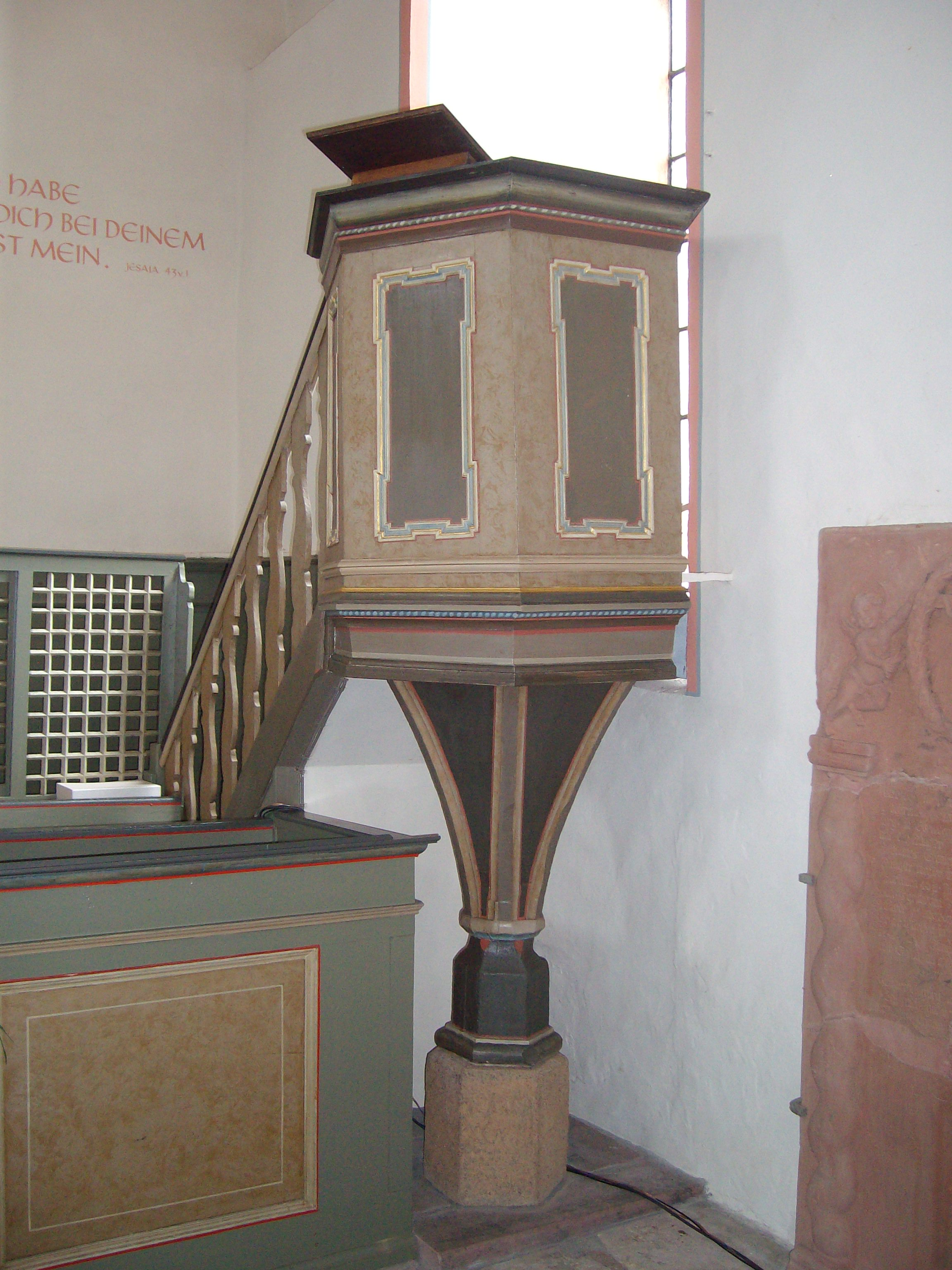
Kanzel des 17. Jahrhunderts

Der schlicht eingerichtete Innenraum wird von einer flachen Decke über Kehlen mit dünnen Stuckprofilen abgeschlossen. Ein großer Rundbogen öffnet den Chor zum Schiff, in dem an drei Seiten Emporen aus der Bauzeit eingebaut sind, die auf schmalen viereckigen Holzpfosten ruhen. Die Ostempore kragt trapezförmig vor. Die Westempore wurde im 19. Jahrhundert erweitert. Die Emporenbrüstungen weisen einfache querrechteckige Füllungen auf. Die Stützen der Nordempore wurden in veränderter Form erneuert.
Die polygonale hölzerne Kanzel mit Schalldeckel in der Südostecke stammt aus dem Ende des 17. Jahrhunderts. Sie ist über einen Pfarrstuhl mit durchbrochenem Gitterwerk zugänglich. Der Blockaltar vor dem Rundbogen wird von einer Platte bedeckt. Zwei hölzerne Taufengel sind über dem zwölfeckigen gotischen Taufbecken angebracht. Die Taufe stammt aus der Altstädter Kirche, ist aus Lungstein gefertigt und ruht auf einem balusterförmigen Fuß. Das wertvollste Inventarstück, ein lebensgroßes Kruzifix des Dreinageltypus aus der Zeit um 1500, hängt heute in der Stadtkirche.
In der Kirche sind Grabdenkmale aus dem 16. bis 18. Jahrhundert aufgestellt.

## Orgel

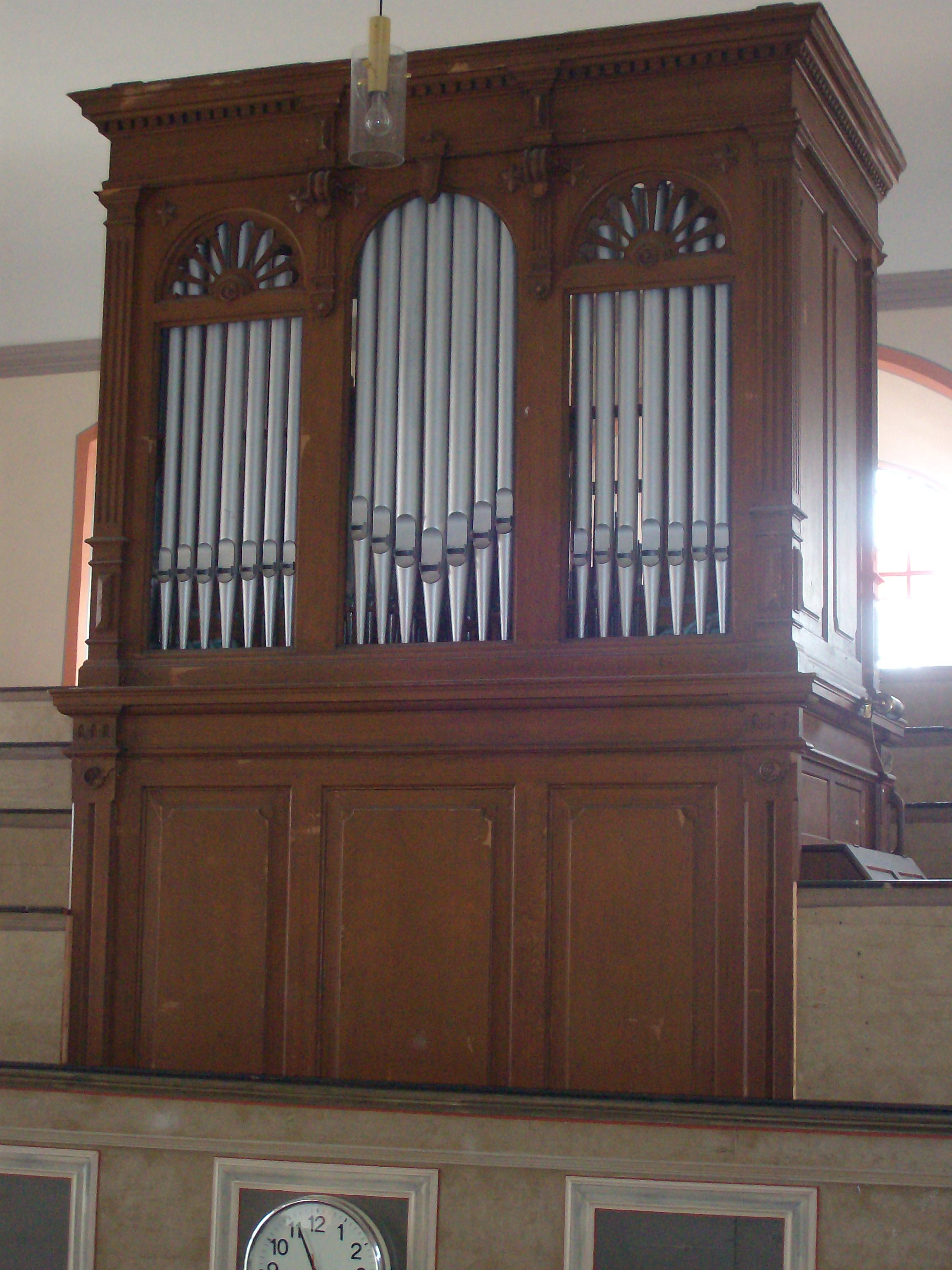
Orgel auf der Westempore

Während der Bauarbeiten an der Stadtkirche wurde die Orgel im Jahr 1812 aufgebaut, da alle Gottesdienste in der Hospitalkirche stattfanden. Diese Orgel von Florentinus Wang aus dem Jahr 1703 wurde wohl im 19. Jahrhundert durch eine neue Orgel ersetzt. Der unbekannte Erbauer schuf ein kleines Werk mit sechs Registern und folgender Disposition:
| Manual C–f3 |    |
| Prinzipal   | 8′ |
| Salicional  | 8′ |
| Oktave      | 4′ |
| Oktave      | 2′ |
| Mixtur      |    |

| Pedal C–f1 |     |
| Subbaß     | 16′ |